# Андре, Карл Эрих
Карл Андре (нем. Karl Erich Andrée; 10 марта 1880, Бад-Мюндер-ам-Дайстер — 18 августа 1959, Гёттинген) — немецкий геолог, палеонтолог, педагог, профессор, доктор наук (с 1904), ректор Кёнигсбергского университета (1930—1931).

## Биография
Сперва изучал химию и в Ганноверской королевской технической высшей школе (1898—1899), затем в минералогию, геологию, палеонтологию и зоологию в Гёттингенском университете. В 1904 году под руководством Адольфа фон Кёнена получил научную степень доктора философии.
В 1906—1908 годах — ассистент Минералого-геологического института при Клаустальском техническом университете, где читал лекции.
В 1908—1910 годах — доцент Технологического университета Карлсруэ. В 1910 году получил степень бакалавра в Марбургском университете.
В 1915 году — доцент кафедры геологии и палеонтологии Кёнигсбергского университета.
С 1921 году — профессор, в 1930/31 годах был ректором университета. В Кёнигсберге он также был директором Геолого-палеонтологического института, ответственный за коллекции янтаря.
В 1945 году бежал из Восточной Пруссии.
С 1946 года читал лекции по геологии в Гёттингенском университете.
Автор более 125 научных работ.

## Избранные работы
- Der Teutoburger Wald bei Iburg , 1904
- Uber die Bedingungen der Gebirgsbildungen , 1914
- Geologie des meeresbodens , 1920
- Geologie in Tabellen für Studierende der Geologie, Mineralogie und des Bergfachs, der Geographie und der Landwirtschaft, 1922
- Der Bernstein : das Bernsteinland und sein Leben, 1951